# Saint-Saphorin-sur-Morges

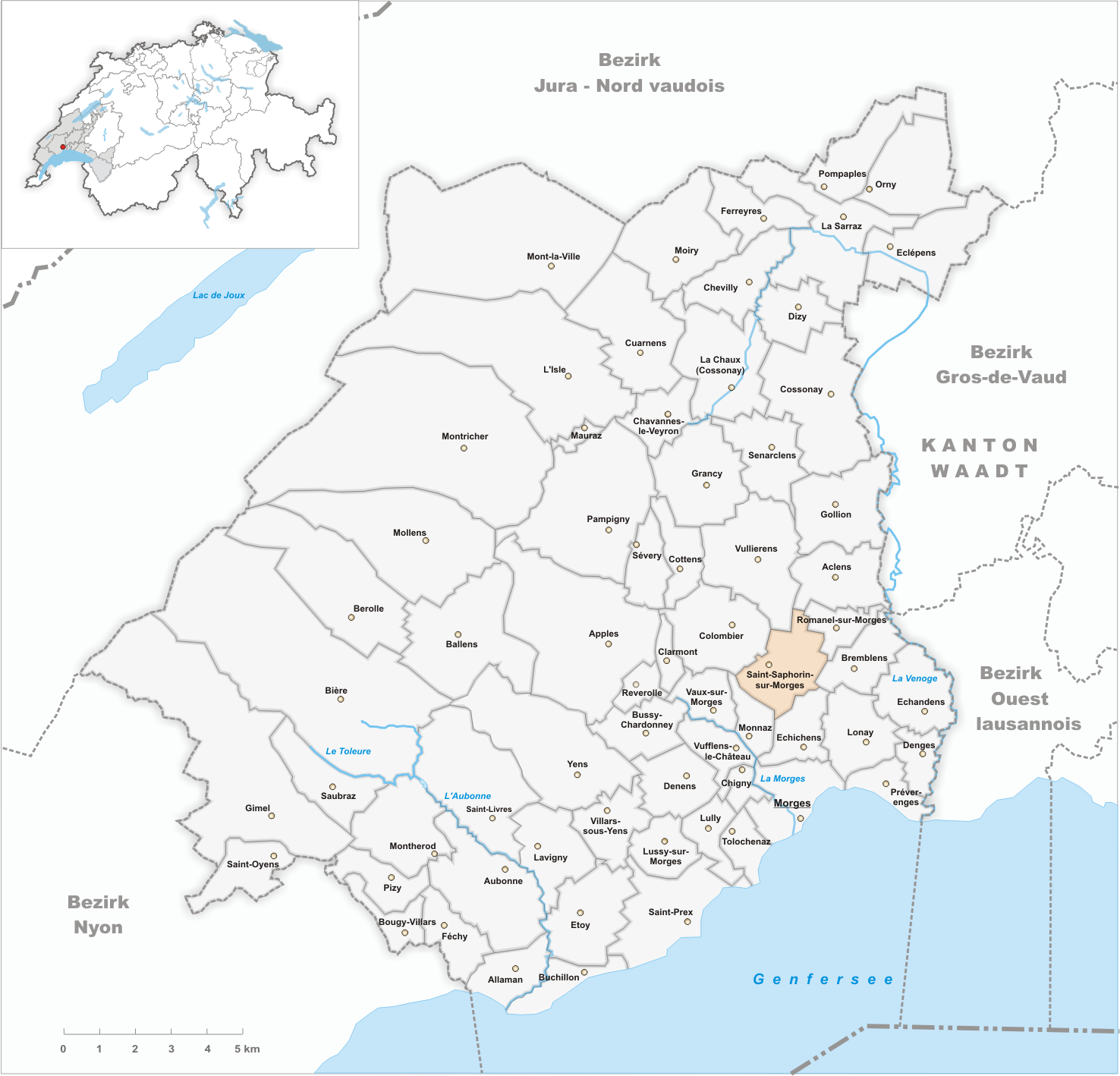
Gemeindestand vor der Fusion am 30. Juni 2011

Saint-Saphorin-sur-Morges war bis 30. Juni 2011 eine politische Gemeinde im Distrikt Morges des Kantons Waadt in der Schweiz. Am 1. Juli 2011 fusionierte Saint-Saphorin-sur-Morges mit den Gemeinden Colombier, Echichens und Monnaz und bildet mit ihnen die neue Gemeinde Echichens.

## Geographie
Saint-Saphorin-sur-Morges liegt auf 530 m ü. M., vier Kilometer nördlich der Bezirkshauptstadt Morges (Luftlinie). Das Bauerndorf erstreckt sich auf einer breiten Geländekuppe zwischen den Tälern von Senoge im Westen und Arena im Osten, im Südwesten des Gros de Vaud, im Waadtländer Mittelland, an aussichtsreicher Lage rund 150 m über dem Seespiegel des Genfersees.
Die Fläche des 3,9 km² grossen Gemeindegebiets umfasst einen Abschnitt des Gros de Vaud, der Kornkammer des Kantons Waadt. Der Gemeindeboden erstreckt sich auf der Höhe von Saint-Saphorin, auf der mit 537 m ü. M. der höchste Punkt der Gemeinde erreicht wird. Nach Norden reicht das Gebiet bis zum Hügel Trente-Chiens. Im Süden befindet sich das Quellgebiet des Baches Arena, der zur Venoge fliesst. Von der Gemeindefläche entfielen 1997 6 % auf Siedlungen, 4 % auf Wald und Gehölze und 90 % auf Landwirtschaft.
Zu Saint-Saphorin-sur-Morges gehören mehrere Einzelhöfe. Vor der Fusion waren die Nachbargemeinden von Saint-Saphorin-sur-Morges Colombier, Vullierens, Aclens, Romanel-sur-Morges, Bremblens, Echichens und Monnaz.

## Bevölkerung
Mit 462 Einwohnern (Stand 31. Dezember 2010) gehört Saint-Saphorin-sur-Morges zu den kleinen Gemeinden des Kantons Waadt. Von den Bewohnern sind 90,3 % französischsprachig, 3,4 % deutschsprachig und 1,1 % englischsprachig (Stand 2000). Die Bevölkerungszahl von Saint-Saphorin-sur-Morges belief sich 1870 auf 223 Einwohner, 1900 auf 206 Einwohner. Seit 1990 (218 Einwohner) wurde eine rasante Bevölkerungszunahme mit einer Verdoppelung der Einwohnerzahl innerhalb von 10 Jahren verzeichnet.

## Wirtschaft
Saint-Saphorin-sur-Morges war bis in die zweite Hälfte des 20. Jahrhunderts ein vorwiegend durch die Landwirtschaft geprägtes Dorf. Noch heute haben der Ackerbau und der Weinbau eine wichtige Bedeutung in der Erwerbsstruktur der Bevölkerung. Mehrere kleine Weinbaugebiete befinden sich am Hang unterhalb des Dorfes. Weitere Arbeitsplätze sind im lokalen Kleingewerbe und im Dienstleistungssektor vorhanden. In den letzten Jahren hat sich das Dorf dank seiner attraktiven Lage zu einer Wohngemeinde entwickelt. Viele Erwerbstätige sind deshalb Wegpendler, die vor allem in Lausanne und in Morges arbeiten.

## Verkehr
Die Gemeinde liegt zwar abseits grösserer Durchgangsstrassen, ist aber verkehrstechnisch trotzdem gut erschlossen. Sie liegt an der Kantonsstrasse von Morges nach Cottens. Der Autobahnanschluss Morges-Ouest an der 1964 eröffneten A1 (Genf–Lausanne) ist rund 5 km vom Ort entfernt. Durch einen Postautokurs, der von Morges via Cottens nach Cossonay verkehrt, ist Saint-Saphorin-sur-Morges an das Netz des öffentlichen Verkehrs angeschlossen.

## Geschichte
Auf dem Gemeindegebiet wurden Spuren eines römischen Gebäudes und ein burgundisches Gräberfeld entdeckt. Die erste urkundliche Erwähnung des Ortes erfolgte 1171 unter dem Namen Sancti Simphoriani. Der Ortsname geht auf den Heiligen Symphorien zurück. Der Ort gehörte seit dem Mittelalter den Herren von Cossonay. Mit der Eroberung der Waadt durch Bern im Jahr 1536 kam Saint-Saphorin-sur-Morges unter die Verwaltung der Vogtei Morges. Nach dem Zusammenbruch des Ancien Régime gehörte das Dorf von 1798 bis 1803 während der Helvetik zum Kanton Léman, der anschliessend mit der Inkraftsetzung der Mediationsverfassung im Kanton Waadt aufging. 1798 wurde es dem Bezirk Morges zugeteilt.

## Sehenswürdigkeiten
Die Kirche Saint-Symphorien, bereits im 12. Jahrhundert erwähnt, wurde 1731 neu erbaut. Sie enthält eine Grabplatte des Generals François-Louis de Pesmes. Das monumentale dreistöckige Schloss Saint-Saphorin wurde im 17. Jahrhundert an der Stelle eines mittelalterlichen Vorgängerbaus errichtet. Im Osten des Dorfes steht der aus dem 16. Jahrhundert stammende Gutshof de Mestral. Im Ortskern sind einige charakteristische Bauernhäuser aus dem 17. bis 19. Jahrhundert erhalten.

## Persönlichkeiten
- Armand François Louis de Mestral de Saint-Saphorin (1738–1805), Adliger und dänischer Gesandter